# Mesadenus
Mesadenus là một chi thực vật có hoa trong họ, Orchidaceae.